# The Music Box
The Music Box – amerykański krótkometrażowy film komediowy z 1932 roku w reżyserii Jamesa Parrotta z udziałem słynnego w tamtych czasach duetu Flip i Flap.

## Wyróżnienia
| Rok wpisania | National Film Registry |
| ------------ | --- |
| 1997         | Lista filmów budujących dziedzictwo kulturalne USA utworzona przez National Film Preservation Board i przechowywana w Bibliotece Kongresu Stanów Zjednoczonych |

## Nagrody i nominacje
| Nazwa nagrody | Wygrane                                                 | Nominacje    |
| ------------- | ------------------------------------------------------- | ------------ |
| Oscar         | 1932 Najlepszy komediowy film krótkometrażowy Hal Roach | 1932 wygrana |